# Plaguicida

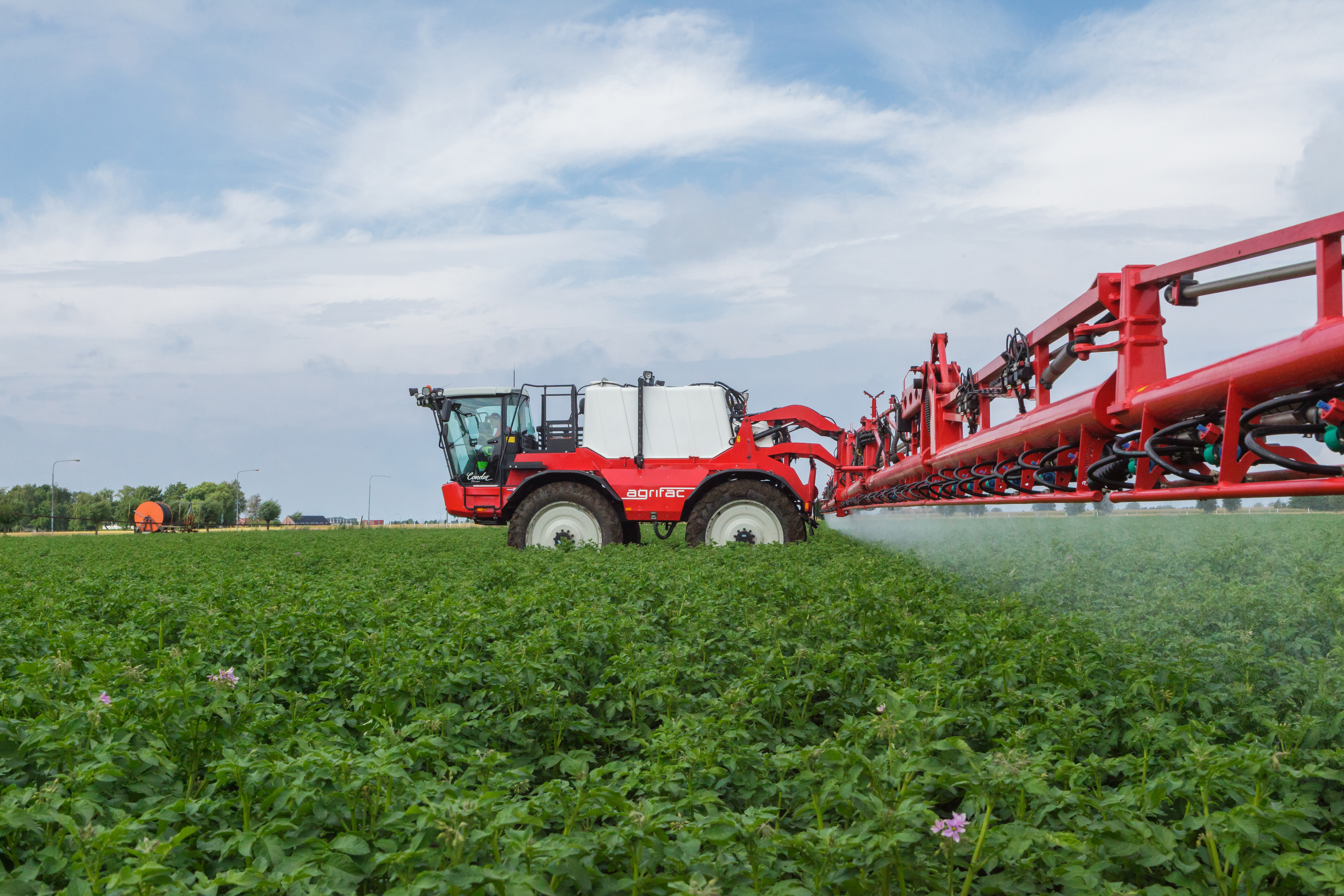
Un pulverizador agrícola autopropulsado que aplica plaguicidas.

Uso de plaguicidas por toneladas a nivel global, año 2017.

Según la definición de la Organización de las Naciones Unidas para la Alimentación y la Agricultura (FAO), un plaguicida o pesticida es cualquier sustancia destinada a prevenir, destruir, atraer, repeler o combatir cualquier plaga, incluidas las especies indeseadas de plantas o animales, durante la producción, almacenamiento, transporte, distribución y elaboración de alimentos, productos agrícolas o alimentos para animales o que pueda administrarse a los animales para combatir ectoparásitos. El término incluye las sustancias destinadas a utilizarse como reguladores del crecimiento de las plantas, defoliantes, desecantes, agentes para reducir la densidad de fruta o inhibidores de la germinación y las sustancias aplicadas a los cultivos antes o después de la cosecha para proteger el producto contra el deterioro durante el almacenamiento y el transporte. El término no suele incluir los fertilizantes, los nutrientes de origen vegetal o animal, los aditivos alimentarios ni los medicamentos para animales.
En la definición de plaga se incluyen insectos, hierbas, pájaros, mamíferos, moluscos, peces, nematodos o microbios que compiten con los seres humanos para conseguir alimento, destruyen la propiedad, propagan enfermedades o son vectores de estas o causan molestias. Los plaguicidas no son necesariamente venenos, pero pueden ser tóxicos para los humanos u otros animales.
Pero de acuerdo con la Convención de Estocolmo sobre contaminantes orgánicos persistentes, nueve de los doce más peligrosos y persistentes compuestos orgánicos son plaguicidas.
El término plaguicida está más ampliamente difundido que el nombre genérico exacto: biocida (literalmente: "asesino de lo vivo"). El término plaguicida sugiere que las plagas pueden distinguirse de los organismos no nocivos, que los plaguicidas no lo matarán, y que las plagas son totalmente indeseables.
Durante los años 1980, la aplicación masiva de plaguicidas fue considerada, generalmente, como una revolución de la agricultura. Eran relativamente económicos y altamente efectivos. Su aplicación llegó a ser una práctica común como medida preventiva aun sin ningún ataque visible. Desde entonces, la experiencia ha demostrado que este método no solo perjudica el medio ambiente, sino que a la larga es también ineficaz. Donde se han utilizado los plaguicidas de manera indiscriminada, las especies de las plagas se han vuelto resistentes y difíciles o imposibles de controlar. En algunos casos se ha creado resistencia en los vectores principales de las enfermedades (p.ej. los mosquitos de la malaria), o han surgido nuevas plagas agrícolas. Por ejemplo, todos los ácaros fueron fomentados por los plaguicidas, porque no abundaban antes de su empleo.
Sobre la base de esta experiencia, los especialistas en la protección de cultivos han desarrollado un método más diversificado y duradero: el manejo integrado de plagas.

## Clasificación
Los plaguicidas pueden clasificarse atendiendo a diversos aspectos:
Según el destino de su aplicación pueden considerarse:
- Plaguicidas de uso fitosanitario, productos fitosanitarios: destinados a su utilización en el ámbito de la sanidad vegetal o el control de vegetales.
- Plaguicidas de uso ganadero: destinados a su utilización en el entorno de los animales o en actividades relacionadas con su explotación.
- Plaguicidas de uso en la industria alimentaria: destinados a tratamientos de productos o dispositivos relacionados con la industria alimentaria.
- Plaguicidas de uso ambiental: destinados al saneamiento de locales o establecimientos públicos o privados.
- Plaguicidas de uso en higiene personal: preparados útiles para la aplicación directa sobre el ser humano.
- Plaguicidas de uso doméstico: preparados destinados para aplicación por personas no especialmente calificadas en viviendas o locales habitados, es el más peligroso, ya que alrededor de 10 millones de personas mueren a causa de vectores.

Según su acción específica pueden considerarse:
1. Insecticida
2. Acaricida
3. Fungicidas
4. Desinfectante y Bactericida
5. Herbicida
6. Fitorregulador y productos afines
7. Rodenticida y varios
8. Específicos post-cosecha y simientes
9. Protectores de maderas, fibras y derivados
10. Plaguicidas específicos varios

Según el estado de presentación o sistema utilizado en la aplicación:
- Gases o gases licuados.
- Fumigantes y aerosoles.
- Polvos con diámetro de partícula inferior a 50 µm.
- Sólidos, excepto los cebos y los preparados en forma de tabletas.
- Líquidos.
- Cebos y tabletas.

Según su constitución química, los plaguicidas pueden clasificarse en varios grupos, los más importantes son:
- Arsenicales.
- Carbamatos.
- Derivados de cumarina.
- Derivados de urea.
- Dinitrocompuestos.
- Organoclorados.
- Organofosforados.
- Organometálicos.
- Piretroides.
- Tiocarbamatos.
- Triazinas.
- Neonicotinoides
- Benzoilureas

Algunos de estos grupos engloban varias estructuras diferenciadas, por lo que, en caso de interés, es posible efectuar una subdivisión de los mismos.
Según su grado de peligrosidad para las personas, los plaguicidas se clasifican de la siguiente forma:
1. De baja peligrosidad: los que por inhalación, ingestión o penetración cutánea no entrañan riesgos apreciables.
2. Nocivos: los que por inhalación, ingestión o penetración cutánea puedan entrañar riesgos de gravedad limitada.
3. Tóxicos: los que por inhalación, ingestión o penetración cutánea puedan entrañar riesgos graves, agudos o crónicos, e incluso la muerte.
4. Muy tóxicos: los que por inhalación, ingestión o penetración cutánea puedan entrañar riesgos extremadamente graves, agudos o crónicos, e incluso la muerte.

La clasificación toxicológica de los plaguicidas en las categorías de baja peligrosidad, nocivos, tóxicos o muy tóxicos se realiza atendiendo básicamente a su toxicidad aguda, expresada en DL50 (dosis letal al 50%) por vía oral o dérmica para la rata, o en CL 50 (concentración letal al 50%) por vía respiratoria para la rata, de acuerdo con una serie de criterios que se especifican en las normas y leyes competentes, atendiendo principalmente a las vías de acción más importantes de cada compuesto.

## Usos

### Agricultura
Los plaguicidas pueden ahorrar dinero a los agricultores al prevenir las pérdidas de cosechas por insectos y otras plagas. En un estudio se calculó que los agricultores en los Estados Unidos ahorraron el equivalente de cuatro veces el coste de los plaguicidas. Otro estudio demostró que el no usar plaguicidas resultaba en una pérdida del 10% del valor de las cosechas. Otro estudio realizado en 1999 encontró que una prohibición de plaguicidas en los Estados Unidos puede resultar en un aumento del coste de los alimentos, pérdidas de empleos y aumento del hambre mundial.
Los herbicidas pueden proteger las frutas y verduras. Los herbicidas se usan para eliminar las malezas y también para controlar a las plantas invasoras que pueden infligir daños en el medio ambiente.

### Salud pública
Sus usos más comunes pueden ser matar ratas y mosquitos que pueden transmitir enfermedades como la fiebre amarilla y la malaria. También pueden matar insectos que nos causan picaduras o que dañan a nuestros animales o a nuestras propiedades.

Estructura química del DDT, recientes estudios involucran este insecticida con el cáncer de mamas, en animales es tóxico para toda la cadena alimentaria por bioacumulación, su uso actual está prohibido.

El DDT, un compuesto organoclorado, ha sido usado fumigando las paredes de las casas para combatir la malaria desde la década de 1950. La Organización Mundial de la Salud ha apoyado estas medidas en algunas de sus declaraciones. Sin embargo un estudio en 2007 parece involucrar al DDT en el cáncer de mama cuando se sufre exposición al mismo antes de la pubertad. También puede ocurrir envenenamiento por DDT y otros compuesto clorados cuando entran en la cadena alimentaria. Los síntomas incluyen excitación nerviosa, temblores, convulsiones y muerte. Los científicos calculan que el DDT y otros compuestos químicos en la categoría de organofosfatos han salvado siete millones de vidas desde 1945 al prevenir enfermedades como la malaria, peste bubónica, tripanosomiasis y tifus. Sin embargo el DDT no siempre es efectivo, ya que los insectos desarrollan resistencia al mismo. Esta resistencia se empezó a notar desde 1955 y ya en 1972 diecinueve especies de mosquitos han llegado a ser resistentes al DDT. En 2000 un estudio en Vietnam demostró que los métodos de control que no usan DDT son más efectivos. El efecto ecológico del DDT en los organismos es un ejemplo de bioacumulación.
Su uso está actualmente prohibido por el Convenio de Róterdam que involucra un gran número de países.

### Mantenimiento de reservas de agua
Los herbicidas también se usan en lagos y lagunas para controlar el crecimiento de algas y plantas acuáticas que puedan interferir con la natación, la pesca o que den malos olores. Se usan para controlar las termitas y el moho que pueden dañar las construcciones.

### Industria
En los lugares de almacenaje de alimentos se usan para controlar a los roedores e insectos que infectan los granos y otros alimentos. Cada plaguicida trae aparejados algunos riesgos; el uso adecuado de plaguicidas reduce esos riesgos a un nivel considerado aceptable por las agencias que regulan su uso, tales como la Agencia de Protección Ambiental de los Estados Unidos (EPA por sus siglas en inglés) y por la Agencia Reguladora del Manejo de Pestes (PMRA) de Canadá.

### Domiciliario
Los usos domiciliarios incluyen prevenir la aparición de plagas domésticas como ratas, cucarachas y mosquitos dentro del hogar, la prevención de aparición de plagas que afectan a los animales domésticos como pulgas y garrapatas en perros y gatos. También se incluyen los plaguicidas y herbicidas utilizados en la jardinería doméstica.

## Regulación

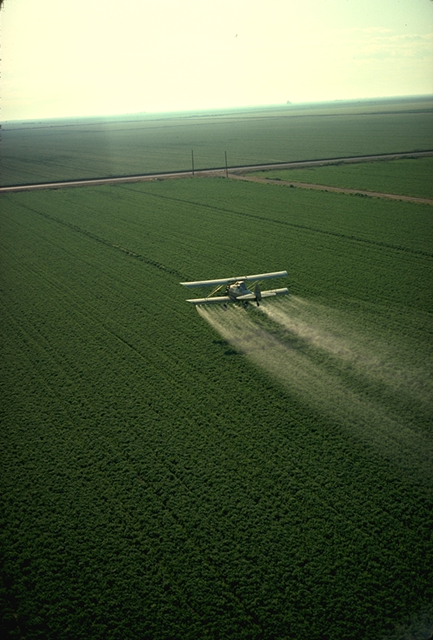
Avioneta vertiendo plaguicidas mediante el sistema de aplicación aérea.

### Internacional
En muchos países, los pesticidas deben estar aprobados para su venta y uso por una agencia gubernamental.
A nivel global, el 85% de los países cuentan con legislación sobre  almacenamiento adecuado de plaguicidas y el 51% incluye disposiciones para garantizar la eliminación adecuada de todos los plaguicidas obsoletos.
Aunque las regulaciones sobre plaguicidas difieren de un país a otro, los plaguicidas y los productos en los que se utilizan se comercializan a través de fronteras internacionales. Para hacer frente a las inconsistencias en las regulaciones entre países, los delegados a una conferencia de la Organización de las Naciones Unidas para la Agricultura y la Alimentación adoptaron en 1985 un Código Internacional de Conducta sobre la Distribución y Uso de Plaguicidas, para crear estándares voluntarios de regulación de plaguicidas en diferentes países. El Código se actualizó en 1998 y 2002. La FAO afirma que el código ha creado conciencia sobre los peligros de los plaguicidas y ha reducido el número de países sin restricciones sobre el uso de plaguicidas.
Otros esfuerzos para mejorar la reglamentación del comercio internacional de plaguicidas son las Directrices de Londres para el intercambio de información acerca de productos químicos objetos de comercio internacional y la Comisión del Codex Alimentarius de las Naciones Unidas. El primero busca implementar procedimientos para asegurar que exista consentimiento fundamentado previo entre los países que compran y venden plaguicidas, mientras que el segundo busca crear estándares uniformes para niveles máximos de residuos de plaguicidas en los alimentos entre los países participantes.
La educación sobre la seguridad de los plaguicidas y la regulación de los aplicadores de plaguicidas están diseñadas para proteger al público del uso indebido de plaguicidas, pero no eliminan todo uso indebido. Optar por controles alternativos como el manejo integrado de plagas, reducir el uso de plaguicidas y elegir plaguicidas menos tóxicos puede reducir los riesgos que el uso de plaguicidas representa para la sociedad y el medio ambiente.

#### Convenio de Róterdam
El Convenio de Róterdam sobre el procedimiento de consentimiento fundamentado previo aplicable a ciertos plaguicidas y productos químicos peligrosos objeto de comercio internacional entró en vigor el 24 de febrero de 2004.
La primera reunión de la Conferencia de las Partes del Convenio de Róterdam tuvo lugar del 20 al 24 de septiembre de 2004 en Ginebra y la segunda del 27 al 30 de septiembre de 2005 en Roma.

#### Convención de Estocolmo
El Convenio de Estocolmo sobre los contaminantes orgánicos persistentes (COP) es un acuerdo internacional que regula el tratamiento de las sustancias tóxicas.

## Efectos ambientales
El uso de plaguicidas crea una serie de problemas para el medio ambiente. Más del 98% de los insecticidas aplicados y del 95% de los herbicidas llegan a un destino diferente del buscado, incluyendo especies vegetales y animales, aire, agua, sedimentos de ríos, mares y alimentos. La deriva de plaguicidas ocurre cuando las partículas de plaguicidas suspendidas en el aire son llevadas por el viento a otras áreas, pudiendo llegar a contaminarlas. Los plaguicidas son una de las causas principales de la contaminación del agua y ciertos plaguicidas son contaminantes orgánicos persistentes que contribuyen a la contaminación atmosférica.
La contaminación de aguas tiene dos orígenes: uno directo, por el uso de plaguicidas destinados a la higiene pública (lucha contra larvas de mosquitos en charcas y aguas estancadas, por ejemplo) y otro indirecto, por la movilización de contaminaciones de aire y suelos (deposición de plaguicidas, arrastres por aguas de lluvias y otros mecanismos). Esta contaminación propiamente dicha debe separarse de contaminaciones accidentales, pero puede alcanzar en ocasiones niveles de riesgo muy altos que se han hecho evidentes en ríos y lagos, por su trascendencia en la fauna agrícola y el riesgo que presenta el uso de tales aguas contaminadas a los seres humanos. 
La contaminación de la biosfera puede ser también directa, a consecuencia de tratamientos pero ello entra en el aspecto de residuos ya considerados aparte; e indirecta, constituyendo verdadera contaminación, por la movilización en la biósfera de las contaminaciones de aire, suelo y agua. 
Los seres vivos contribuyen de modo poderoso a movilizar la contaminación y el ejemplo más claro de ello es el fenómeno de la magnificación de residuos y que quizá, con lenguaje más propio debiera denominarse bioacumulación y que se hace evidente a través de la "escalada" alimenticia de los seres vivos. 
En adición, el uso de plaguicida reduce la biodiversidad, reduce la fijación de nitrógeno, contribuye al declive de polinizadores (reducción de los polinizadores en muchos ecosistemas, desde finales del siglo XX), destruye hábitats (especialmente para aves), y amenaza a especies en peligro de extinción.
También ocurre que algunas pestes se adaptan a los plaguicidas y no mueren. Lo que es llamado resistencia a plaguicidas, para eliminar la descendencia de esta peste, será necesario un nuevo plaguicida o un aumento de la dosis de plaguicida. Esto causara un empeoramiento del problema de contaminación del ambiente.

## Efectos en la salud
Los efectos de los plaguicidas en la salud humana pueden ser agudos o retrasados en aquellos que están expuestos.
La aplicación de plaguicidas y fertilizantes impacta sobre la salud humana, existiendo relaciones directas entre varios tipos de cáncer, problemas en la piel, problemas neurológicos, trastornos en el desarrollo neurológico, defectos congénitos y muerte fetal. En particular, los trabajadores rurales que deben aplicar los productos agroquímicos son quienes sufren el mayor riesgo y se ven afectados por el contacto directo, llegando a sufrir daños genéticos. La situación es particularmente grave para quienes trabajan en cultivos intensivos en el Tercer Mundo. La OMS también advierte que quienes se encuentran en áreas cercanas a la aplicación también se encuentran en una situación de mayor riesgo de exposición.
Una revisión sistemática de la literatura científica encontró en 2007 que «la mayoría de los estudios sobre el linfoma y la leucemia no Hodgkin mostraron asociaciones positivas con la exposición a pesticidas» y por lo tanto concluyó que el uso de pesticidas se debería reducir.

## Alternativas
Hay alternativas al uso de plaguicidas que incluyen métodos de cultivo usando controles biológicos, tales como feromonas y plaguicidas microbianos, ingeniería genética, métodos de disrupción de la reproducción de insectos. Estos métodos están ganando popularidad por ser más saludables y a veces también más efectivos. En Estados Unidos la Agencia de Protección Ambiental de los Estados Unidos (EPA) está registrando mayores números de plaguicidas de bajo riesgo.
Las prácticas de cultivo incluyen los policultivos (cultivar una variedad de plantas, lo opuesto a monocultivo), rotación de cosechas, cultivar una cosecha donde las plagas estén ausentes o en épocas en que sean menos problemáticas, usar las llamadas cosechas trampas que atraen a las pestes hacia otras plantas para que no ataquen a la cosecha principal. Medidas mecánicas en vez de químicas, por ejemplo el agua caliente puede tener casi tan buen efecto sobre pulgones como los plaguicidas.
Otro método es la liberación de otros organismos que combaten a las plagas, como ser sus predadores y parásitos naturales. También se usan plaguicidas biológicos como hongos patógenos de la peste, bacterias, virus.
También es posible alterar el ciclo biológico del insecto por medio de esterilización de los machos que luego son liberados para que se apareen con hembras que no podrán producir crías. Esta técnica fue usada por vez primera con el gusano barrenador del ganado en 1958 y ha sido usada posteriormente en la mosca del Mediterráneo y en la mosca tsetse y en la polilla Lymantria dispar. Estos procedimientos pueden ser costosos, llevar mucho tiempo y servir sólo para ciertas especies de pestes.
No obstante algunos problemas hay evidencias de que los plaguicidas alternativos pueden ser tan efectivos o aún más que los tradicionales. Por ejemplo en Suecia fue posible reducir a la mitad el uso de plaguicidas en los cultivos con una reducción mínima de las cosechas. En Indonesia los agricultores redujeron el uso de plaguicidas en las plantaciones de arroz en un 65% y experimentaron un aumento del 15% de las cosechas.
Las escuelas de campo para agricultores tienen como propósito mejorar las habilidades de estos con el fin de empoderarlos a tomar mejores decisiones. Cada programa tiene objetivos distintos, pero a menudo apuntan a reducir el uso de pesticidas, promover mejores prácticas agrícolas, y aumentar los rendimientos e ingresos. Estas escuelas utilizan facilitadores que emplean métodos de aprendizaje participativo y experiencial durante toda una temporada de cultivo. A diferencia de los proyectos tradicionales de extensión agrícola, los cuales enseñan principalmente prácticas simples, las escuelas de campo suelen enseñar técnicas holísticas, como el manejo integrado de plagas. 
Una revisión de 92 estudios realizados en países de ingresos medios y bajos, y de 20 estudios cualitativos, concluyó que las escuelas de campo para agricultores amplían su conocimiento y adopción de prácticas beneficiosas, además de que reducen el uso de pesticidas y la degradación ambiental. Esto se traduce en un aumento promedio del 13% en los rendimientos agrícolas y de 20% en los ingresos. Por otro lado, los programas ejecutados a escala nacional no mostraron ningún resultado positivo, y se encontró que los agricultores que no participan en el programa no aprenden de sus vecinos que sí lo hacen.

## Beneficios y perjuicios
Los beneficios del uso de plaguicidas son la reducción de la brecha de productividad y la del nivel de insalubridad en la agricultura.
Aunque estos efectos sean positivos, hay que compararlos con el riesgo de provocar el deceso de otros seres vivos y consiguiente desastre ecológico como con el poco conocido insecticida Detritus De Tijereta (Forficula auricularia). Ciertos plaguicidas son "tan efectivos" que los han tenido que prohibir para evitar la desaparición de las plagas al cien por ciento.

## Plaguicidas comúnmente utilizados en soja
Muchos insecticidas utilizados en los afidos de la soja son altamente tóxicos para los seres vivos. Los siguientes son los insecticidas comúnmente utilizados en soja.
- Acefato (1)
- Carbarilo (1)
- Clorpirifós
- Cipermetrina
- Imidacloprid
- Fipronil
- Linuron
- Dimetoato
- Indoxacarb
- Metomilo (1)
- Paratión-metilo (1)
- Espinosad

Los siguientes herbicidas son utilizados en la producción de soja transgénica en diversos países americanos
- Glifosato
- Atrazina
- Haloxifop
- Paraquat
- 2, 4D
- Metolaclor
- Acetolaclor
- Metsulfurón
- Diclosulam